# Ernesto Capocci di Belmonte
Ernesto Capocci Belmonte (Picinisco, 31 marzo 1798 – Napoli, 6 gennaio 1864) è stato un matematico, astronomo e politico italiano, nipote dell'astronomo Federigo Zuccari, direttore della Specola di San Gaudioso. 
Viene ricordata inoltre la sua attività di scrittore e, da parte dell'Istituto nazionale di astrofisica, di divulgatore scientifico.

## Biografia
Nacque a Picinisco, al secolo un borgo dell'Alta Terra di Lavoro, nel Regno di Napoli, divenuto in seguito Regno delle Due Sicilie (attualmente in provincia di Frosinone), il 31 marzo del 1798, figlio di Francesco Capocci e Marta Zuccari. Era il bisnonno della medaglia d'oro Teodoro Capocci, discendente anche di quel Teodoro Cottrau che aveva stampato la Relazione del primo viaggio sulla Luna fatto da una donna l'anno di grazia 2057, come lui critico verso la politica del governo borbonico.
Capocci studiò presso il seminario di Sora e successivamente, dal 1815, iniziò a frequentare l'Osservatorio di Napoli, il cui direttore all'epoca era lo zio Federigo Zuccari, il quale a quel tempo era, assieme al cardinale Capaccini, l'istruttore di Capocci nelle materie matematico-scientifiche.
Nel 1817 Giuseppe Piazzi diventò il Direttore Generale degli Osservatori di Napoli e Palermo: nominò Capocci prima assistente e poi, nel 1819, astronomo in seconda dell'osservatorio. 
Durante il primo periodo si occupò soprattutto di osservazioni meteorologiche e quindi, attorno al 1825, passò allo studio delle comete, pubblicando alcune memorie sull'argomento sulla rivista Correspondance Astronomique diretta da Franz Xaver von Zach, dal quale ricevette il titolo di Encke dell'Italia. Nel 1827 fu proprio Johann Encke, direttore dell'Osservatorio di Berlino, a invitarlo a partecipare alla compilazione del nuovo catalogo stellare  promosso nel 1826 da F. W. Bessel, presidente dall'Accademia di Berlino. Nell'arco di tre anni, Capocci, aiutato da Leopoldo Del Re, riuscì a osservare con il cerchio meridiano di Reichenbach dell'osservatorio di Napoli circa 7900 stelle nell'ora XVIII e a correggere numerosi errori di precedenti cataloghi. In quel periodo Capocci si interessò anche di macchie solari, ricevendo elogi anche dall'estero per alcuni suoi lavori, come la pubblicazione intitolata Sulle macchie del Sole, apparsa sulla rivista Astronomische Nachrichten di Schumacher.
Nel 1833, alla morte di Brioschi, Capocci fu nominato nuovo direttore dell'osservatorio, incaricò che ricoprì fino al 1850, quando venne destituito perché, convinto antiborbonico e sostenitore delle idee liberali, aveva partecipato insieme ai suoi figli ai moti del 1848. Con l'arrivo di Garibaldi e il Regno delle Due Sicilie ormai alla fine, nel 1860 venne reintegrato ufficialmente come direttore dell'Osservatorio di Napoli.
Frequentò François Arago e Alexander von Humboldt e spinse Macedonio Melloni a venire a vivere a Napoli per istituirvi il primo osservatorio vulcanologico del mondo.
Capocci fu sepolto nel cimitero di Poggioreale a Napoli; la sua tomba, impreziosita da un busto realizzato da Vincenzo Gemito, in seguito esposto nel Museo degli Strumenti Astronomici (MuSA) dell'Osservatorio di Capodimonte, fu inaugurata del novembre 1900 con un discorso pronunciato da Pasquale Del Pezzo e pubblicato nel 2015.

## Umanista
Curò anche interessi umanisti, pubblicando le opere letterarie Il primo viceré di Napoli e Illustrazioni cosmografiche della Divina Commedia. Come divulgatore scientifico Capocci diffuse la cultura scientifica con pubblicazioni dal linguaggio comprensibile da tutti.
Collaborò a parecchi periodici, italiani e internazionali, scrivendo, oltre che sui già citati «Astronomische Nachrichten» e  «Correspondance Astronomique», anche su «Memorie della Reale Accademia delle Scienze di Napoli».
Figura tra gli autori ottocenteschi della fantascienza italiana col suo romanzo del 1857 Viaggio alla luna, un viaggio fantastico sul satellite, pubblicato otto anni prima di Dalla Terra alla Luna di Verne; ambientato in un futuribile 2057, è il primo viaggio del genere compiuto da una donna. In occasione del 150º anniversario della morte di Ernesto Capocci, l'Osservatorio astronomico di Capodimonte ha organizzato una mostra dedicata all'astronomo, "Napoli patria della Fantascienza", pubblicando inoltre le ristampe anastatiche di alcuni testi divulgativi di Capocci, compreso il volume Relazione del primo viaggio sulla Luna fatto da una donna l'anno di grazia 2057 con il racconto del fantastico viaggio sulla "Bella Cinzia", come Capocci definì la Luna nei suoi scritti.

## Impegno politico
Fu deputato al parlamento napoletano nel 1848 per il distretto di Sora; dopo la repressione fu in prima linea contro i Borbone, sottoscrivendo la petizione dell'onorevole Mancino in cui si condannava l'accaduto. Si oppose inoltre alla richiesta di firmare il documento per richiedere l'abrogazione della Costituzione, rifiuto per cui fu licenziato dalla Specola. 
Con l'unificazione dell'Italia fu nominato senatore del Regno d'Italia nel 1861, quando inoltre venne nominato professore onorario della Regia Università di Napoli e presidente della prestigiosa Accademia Pontaniana; aderì alle attività dell'Accademia dei Lincei e della Royal Astronomical Society, ottenendo le onorificenze di Cavaliere dell'Ordine dei Santi Maurizio e Lazzaro e, nel 1863, di Cavaliere Ufficiale dello stesso ordine.

## Opere principali
- Dialoghi sulle comete scritti in occasione delle cinque apparse nell'anno 1825 da Ernesto Capocci, Napoli, Dalla tipografia del Giornale del Regno delle due Sicilie, 1825.
- Breve notizia intorno alle scoperte del sig. Melloni sul calorico, Milano, 1837
- Seguito della notizia intorno alle scoperte di M. Melloni sul calorico, Milano, 1838
- Il primo vicerè di Napoli, Parigi, Londra, Baudry, A. W. Galignani, 1838.
- Dichiarazione di alcuni cangiamenti fatti nella tavola delle osservazioni meteorologiche del Reale Osservatorio di Napoli, 1840
- Sopra un nuovo processo dinamico delle stelle del nostro sistema sidereo, che sembra dedursi dalla combinazione de' moti propri delle stelle medesime, colle loro apparenti grandezze, 1852
- Quadro del sistema planetario solare, Napoli, Stamperia dell'Iride, 1853
- Illustrazioni cosmografiche della Divina Commedia, Napoli, 1856[15]
- Relazione del primo viaggio alla luna fatto da una donna l'anno di grazia 2057, Napoli, 1857[15]
- Catalogo de' tremuoti avvenuti nella parte continentale del Regno delle Due Sicilie, 1859
- Ai miei amici più o meno rossi per Ernesto Capocci, Napoli, Tipografia dei classici italiani, 1862.
- La stampa napoletana al signor Pietro Sterbini, Napoli, 1863.

## Curatele
- F.J.D. Arago, Lezioni di astronomia, ed. Napoli 1852 e ed. Torino 1853.